# ألين فيبير
ألين كليوسا فيبير (بالبرتغالية: Aline Weber‏) (من مواليد 22 مارس 1989 ,سيرا، سانتا كاتارينا) عارضة أزياء برازيلية من أصل ألماني. تم اكتشاف ويبر عندما التقط مصور صور لها وأرسلها إلى وكالات في ساو باولو. ظهرت ويبر عام 2009 في فيلم رجل وحيد من إخراج توم فورد لعبت دور طالبة تدعى لويس.

## نشأتها
ولدت ألين ويبر في سيارا، سانتا كاتارينا، وهي بلدة ريفية برازيلية ومحطة أخيرة مشتركة للمهاجرين الألمان. تألفت ألين وأختها الصغرى في لحظات الموضة الأولى من القمصان والجينز والملابس المصنوعة يدويًا من والدتهن. «لم يعرف أحد من هو كالفن كلاين». بعد اكتشافها، انتقلت إلى ساو باولو في سن 14 وتحولت بسرعة إلى واحدة من أكثر الوجوه البرازيلية نجاحًا.

## مسيرتها المهنية
بدأت مسيرتها في مجال الطباعة في المقام الأول في البرازيل، حيث حصلت على أغلفة ألقاب الأزياء المرموقة في البلاد، بما في ذلك طبعات متعددة من فوغ البرازيل. تشمل أعمال الافتتاحية التي لا تعد ولا تحصى الطبعات الدولية من مجلة فوغ (المملكة المتحدة، روسيا، الصين، تايلاند، المكسيك، أوكرانيا، هولندا)، هاربر بازار، مجلة نوميرو، سيلف سيرفيس ومجلة إنترفيو.
قامت ألين بأول ظهور لها على المستوى الدولي في أسبوع الموضة في نيويورك، حيث كانت تسير في معرض تومي هيلفيغر لربيع / صيف 2016. وقد شاركت منذ ذلك الحين في أكثر من 100 معرض وفتحت وأغلقت أبوابها لتصميم المنازل بما في ذلك بالنسياغا، هيلموت لانج، توم فورد، التوزارا، ألكساندر وانغ، رودارتي، هوغو بوس، ديريك لام وجاسون وو.
بالإضافة إلى ذلك، قامت بدور البطولة في الحملات الإعلانية للعلامات التجارية العالمية، توم فورد ودولتشي آند غابانا وموسكينو وجست كافالي وسانت لوران والعديد غيرها.
في عام 2009، انتقلت الفتاة الشقراء الطويلة مع عظام عظامها المميزة إلى فيلم، حيث قامت بتوصيل بريجيت باردو الشهيرة في فيلم توم فورد الجديد، «رجل واحد»، الذي يظهر إلى جانب كولين فيرث وجوليانا مور باسم «لويس». الوقت مع كاني ويست في فيلم بارنابي روبر القصير لمجلة أنيا روبيك 25.

## روابط خارجية
- ألين فيبير على موقع دليل عارضات الأزياء (الإنجليزية)